# 涅赫里斯季夫卡
50°17′13″N 32°50′1″E / 50.28694°N 32.83361°E
涅赫里斯季夫卡（烏克蘭語：Нехристівка），是烏克蘭中部的村莊，隸屬波爾塔瓦州的盧布尼區。該村距離邦達里和盧戈維基1.5公里，2001年人口60。